# Europees kampioenschap honkbal 2014
Het Europees kampioenschap honkbal 2014 vond plaats van 12 tot en met 21 september in Tsjechië en Duitsland (alleen eerste ronde). Het toernooi werd georganiseerd onder auspiciën van de Europese Honkbalfederatie (CEB), de continentale bond voor Europa van de International Baseball Federation (IBAF).
De titelverdediger was het Italiaans honkbalteam dat op het Europees kampioenschap honkbal 2012 voor de tiende keer de Europese titel pakte in de finale tegen 20-voudig Europees kampioen Nederland. In de finale bleek Nederland echter met 6-3 te sterk, nadat Italië in de finalegroep al met 5-0 was verslagen.

## Kwalificatie
De beste tien landen van het vorige EK zijn automatisch gekwalificeerd voor het eindtoernooi. Twaalf teams namen deel aan een kwalificatietoernooi dat gehouden werd van 22 juli tot en met 27 juli 2013. De beste twee plaatsten zich voor het eindtoernooi.
De twaalf teams die zich niet direct plaatsten voor het eindtoernooi, werden opgedeeld in twee groepen. Deze groepen speelden hun wedstrijden in het Spenadlwiesestadion in Wenen, Oostenrijk en op Sportpark Heerenschurli in Zürich, Zwitserland. De nummers 1 en 2 van elke groep speelden vervolgens tegen elkaar om te bepalen welk team er door ging naar de eindronde.

### Groep Wenen

#### Poulefase
| Teams       | W | L | Pct. | RV | RT |
| ----------- | - | - | ---- | -- | -- |
| Oostenrijk  | 4 | 1 | .800 | 31 | 16 |
| Rusland     | 4 | 1 | .800 | 38 | 18 |
| Wit-Rusland | 4 | 1 | .800 | 30 | 26 |
| Slowakije   | 2 | 3 | .400 | 30 | 32 |
| Litouwen    | 1 | 4 | .200 | 21 | 26 |
| Ierland     | 0 | 5 | .000 | 16 | 48 |

| 22 juli 2013 11:00 | Litouwen | 5 – 6 | Wit-Rusland | Spenadlwiesestadion, Wenen, Oostenrijk Toeschouwers: 75 Plaatscheidsrechter: D. Krawetkowski |
| 22 juli 2013 11:00 | Boxscore |       |             | Spenadlwiesestadion, Wenen, Oostenrijk Toeschouwers: 75 Plaatscheidsrechter: D. Krawetkowski |

| 22 juli 2013 15:00 | Ierland  | 3 – 13 | Rusland | Spenadlwiesestadion, Wenen, Oostenrijk Toeschouwers: 150 Plaatscheidsrechter: O. Tscharf |
| 22 juli 2013 15:00 | Boxscore |        |         | Spenadlwiesestadion, Wenen, Oostenrijk Toeschouwers: 150 Plaatscheidsrechter: O. Tscharf |

| 22 juli 2013 19:00 | Slowakije | 3 – 7 | Oostenrijk | Spenadlwiesestadion, Wenen, Oostenrijk Toeschouwers: 800 Plaatscheidsrechter: W. Berkens |
| 22 juli 2013 19:00 | Boxscore  |       |            | Spenadlwiesestadion, Wenen, Oostenrijk Toeschouwers: 800 Plaatscheidsrechter: W. Berkens |

| 23 juli 2013 11:00 | Rusland  | 6 – 1 | Litouwen | Spenadlwiesestadion, Wenen, Oostenrijk Toeschouwers: 63 Plaatscheidsrechter: Y. Labacheuski |
| 23 juli 2013 11:00 | Boxscore |       |          | Spenadlwiesestadion, Wenen, Oostenrijk Toeschouwers: 63 Plaatscheidsrechter: Y. Labacheuski |

| 23 juli 2013 15:00 | Wit-Rusland | 10 – 2 | Slowakije | Spenadlwiesestadion, Wenen, Oostenrijk Toeschouwers: 200 Plaatscheidsrechter: D. Dilworth |
| 23 juli 2013 15:00 | Boxscore    |        |           | Spenadlwiesestadion, Wenen, Oostenrijk Toeschouwers: 200 Plaatscheidsrechter: D. Dilworth |

| 23 juli 2013 19:00 | Oostenrijk | 7 – 5 | Ierland | Spenadlwiesestadion, Wenen, Oostenrijk Toeschouwers: 700 Plaatscheidsrechter: M. Jankovic |
| 23 juli 2013 19:00 | Boxscore   |       |         | Spenadlwiesestadion, Wenen, Oostenrijk Toeschouwers: 700 Plaatscheidsrechter: M. Jankovic |

| 24 juli 2013 11:00 | Rusland  | 7 – 3 | Slowakije | Spenadlwiesestadion, Wenen, Oostenrijk Toeschouwers: 50 Plaatscheidsrechter: A. Ramanauskas |
| 24 juli 2013 11:00 | Boxscore |       |           | Spenadlwiesestadion, Wenen, Oostenrijk Toeschouwers: 50 Plaatscheidsrechter: A. Ramanauskas |

| 24 juli 2013 15:00 | Litouwen | 10 – 0 | Ierland | Spenadlwiesestadion, Wenen, Oostenrijk Toeschouwers: 60 Plaatscheidsrechter: A. Krawetkowski |
| 24 juli 2013 15:00 | Boxscore |        |         | Spenadlwiesestadion, Wenen, Oostenrijk Toeschouwers: 60 Plaatscheidsrechter: A. Krawetkowski |

| 24 juli 2013 19:00 | Oostenrijk | 10 – 0 | Wit-Rusland | Spenadlwiesestadion, Wenen, Oostenrijk Toeschouwers: 750 Plaatscheidsrechter: A. Chumakov |
| 24 juli 2013 19:00 | Boxscore   |        |             | Spenadlwiesestadion, Wenen, Oostenrijk Toeschouwers: 750 Plaatscheidsrechter: A. Chumakov |

| 25 juli 2013 11:00 | Litouwen | 3 – 11 | Slowakije | Spenadlwiesestadion, Wenen, Oostenrijk Toeschouwers: 100 Plaatscheidsrechter: D. Dilworth |
| 25 juli 2013 11:00 | Boxscore |        |           | Spenadlwiesestadion, Wenen, Oostenrijk Toeschouwers: 100 Plaatscheidsrechter: D. Dilworth |

| 25 juli 2013 15:00 | Ierland  | 3 – 7 | Wit-Rusland | Spenadlwiesestadion, Wenen, Oostenrijk Toeschouwers: 150 Plaatscheidsrechter: W. Berkvens |
| 25 juli 2013 15:00 | Boxscore |       |             | Spenadlwiesestadion, Wenen, Oostenrijk Toeschouwers: 150 Plaatscheidsrechter: W. Berkvens |

| 25 juli 2013 19:00 | Rusland  | 6 – 4 | Oostenrijk | Spenadlwiesestadion, Wenen, Oostenrijk Toeschouwers: 750 Plaatscheidsrechter: M. Jankovic |
| 25 juli 2013 19:00 | Boxscore |       |            | Spenadlwiesestadion, Wenen, Oostenrijk Toeschouwers: 750 Plaatscheidsrechter: M. Jankovic |

| 26 juli 2013 11:00 | Slowakije | 11 – 5 | Ierland | Spenadlwiesestadion, Wenen, Oostenrijk Toeschouwers: 120 Plaatscheidsrechter: A. Ramanauskas |
| 26 juli 2013 11:00 | Boxscore  |        |         | Spenadlwiesestadion, Wenen, Oostenrijk Toeschouwers: 120 Plaatscheidsrechter: A. Ramanauskas |

| 26 juli 2013 15:00 | Wit-Rusland | 7 – 6 | Rusland | Spenadlwiesestadion, Wenen, Oostenrijk Toeschouwers: 300 Plaatscheidsrechter: O. Tscharf |
| 26 juli 2013 15:00 | Boxscore    |       |         | Spenadlwiesestadion, Wenen, Oostenrijk Toeschouwers: 300 Plaatscheidsrechter: O. Tscharf |

| 26 juli 2013 19:00 | Oostenrijk | 3 – 2 | Litouwen | Spenadlwiesestadion, Wenen, Oostenrijk Toeschouwers: 800 Plaatscheidsrechter: A. Chumakov |
| 26 juli 2013 19:00 | Boxscore   |       |          | Spenadlwiesestadion, Wenen, Oostenrijk Toeschouwers: 800 Plaatscheidsrechter: A. Chumakov |

#### Finale
| 27 juli 2013 14:00 | Oostenrijk | 2 – 3 | Rusland | Spenadlwiesestadion, Wenen, Oostenrijk Toeschouwers: 1.000 Plaatscheidsrechter: W. Berkvens |
| 27 juli 2013 14:00 | Boxscore   |       |         | Spenadlwiesestadion, Wenen, Oostenrijk Toeschouwers: 1.000 Plaatscheidsrechter: W. Berkvens |

### Groep Zürich

#### Poulefase
| Teams            | W | L | Pct.  | RV | RT |
| ---------------- | - | - | ----- | -- | -- |
| Groot-Brittannië | 5 | 0 | 1.000 | 49 | 14 |
| Oekraïne         | 3 | 2 | .600  | 34 | 26 |
| Bulgarije        | 3 | 2 | .600  | 27 | 22 |
| Polen            | 2 | 3 | .400  | 28 | 39 |
| Zwitserland      | 2 | 3 | .400  | 25 | 23 |
| Slovenië         | 0 | 5 | .000  | 16 | 55 |

| 22 juli 2013 10:30 | Slovenië | 6 – 14 | Oekraïne | Sportpark Heerenschurli, Zürich, Zwitserland Toeschouwers: 83 Plaatscheidsrechter: J. Beier |
| 22 juli 2013 10:30 | Boxscore |        |          | Sportpark Heerenschurli, Zürich, Zwitserland Toeschouwers: 83 Plaatscheidsrechter: J. Beier |

| 22 juli 2013 14:30 | Polen    | 3 – 10 | Bulgarije | Sportpark Heerenschurli, Zürich, Zwitserland Toeschouwers: 200 Plaatscheidsrechter: L.F. Carrete |
| 22 juli 2013 14:30 | Boxscore |        |           | Sportpark Heerenschurli, Zürich, Zwitserland Toeschouwers: 200 Plaatscheidsrechter: L.F. Carrete |

| 22 juli 2013 19:00 | Zwitserland | 5 – 14 | Groot-Brittannië | Sportpark Heerenschurli, Zürich, Zwitserland Toeschouwers: 983 Plaatscheidsrechter: V. Pizziconi |
| 22 juli 2013 19:00 | Boxscore    |        |                  | Sportpark Heerenschurli, Zürich, Zwitserland Toeschouwers: 983 Plaatscheidsrechter: V. Pizziconi |

| 23 juli 2013 10:30 | Groot-Brittannië | 13 – 3 | Polen | Sportpark Heerenschurli, Zürich, Zwitserland Toeschouwers: 126 Plaatscheidsrechter: U. Kostinger |
| 23 juli 2013 10:30 | Boxscore         |        |       | Sportpark Heerenschurli, Zürich, Zwitserland Toeschouwers: 126 Plaatscheidsrechter: U. Kostinger |

| 23 juli 2013 14:30 | Bulgarije | 6 – 5 | Slovenië | Sportpark Heerenschurli, Zürich, Zwitserland Toeschouwers: 250 Plaatscheidsrechter: B.J. De Lorenzo |
| 23 juli 2013 14:30 | Boxscore  |       |          | Sportpark Heerenschurli, Zürich, Zwitserland Toeschouwers: 250 Plaatscheidsrechter: B.J. De Lorenzo |

| 23 juli 2013 18:30 | Oekraïne | 2 – 5 | Zwitserland | Sportpark Heerenschurli, Zürich, Zwitserland Toeschouwers: 802 Plaatscheidsrechter: C. Posny |
| 23 juli 2013 18:30 | Boxscore |       |             | Sportpark Heerenschurli, Zürich, Zwitserland Toeschouwers: 802 Plaatscheidsrechter: C. Posny |

| 24 juli 2013 10:30 | Groot-Brittannië | 12 – 0 | Slovenië | Sportpark Heerenschurli, Zürich, Zwitserland Toeschouwers: 75 Plaatscheidsrechter: L.F. Carrette |
| 24 juli 2013 10:30 | Boxscore         |        |          | Sportpark Heerenschurli, Zürich, Zwitserland Toeschouwers: 75 Plaatscheidsrechter: L.F. Carrette |

| 24 juli 2013 14:30 | Oekraïne | 6 – 4 | Bulgarije | Sportpark Heerenschurli, Zürich, Zwitserland Toeschouwers: 130 Plaatscheidsrechter: B.J. De Lorenzo |
| 24 juli 2013 14:30 | Boxscore |       |           | Sportpark Heerenschurli, Zürich, Zwitserland Toeschouwers: 130 Plaatscheidsrechter: B.J. De Lorenzo |

| 24 juli 2013 18:30 | Polen    | 3 – 2 | Zwitserland | Sportpark Heerenschurli, Zürich, Zwitserland Toeschouwers: 809 Plaatscheidsrechter: S. Bolily |
| 24 juli 2013 18:30 | Boxscore |       |             | Sportpark Heerenschurli, Zürich, Zwitserland Toeschouwers: 809 Plaatscheidsrechter: S. Bolily |

| 25 juli 2013 10:30 | Groot-Brittannië | 4 – 2 | Oekraïne | Sportpark Heerenschurli, Zürich, Zwitserland Toeschouwers: 175 Plaatscheidsrechter: V. Pizziconi |
| 25 juli 2013 10:30 | Boxscore         |       |          | Sportpark Heerenschurli, Zürich, Zwitserland Toeschouwers: 175 Plaatscheidsrechter: V. Pizziconi |

| 25 juli 2013 14:30 | Polen    | 12 – 4 | Slovenië | Sportpark Heerenschurli, Zürich, Zwitserland Toeschouwers: 270 Plaatscheidsrechter: U. Kostinger |
| 25 juli 2013 14:30 | Boxscore |        |          | Sportpark Heerenschurli, Zürich, Zwitserland Toeschouwers: 270 Plaatscheidsrechter: U. Kostinger |

| 25 juli 2013 18:30 | Zwitserland | 2 – 3 | Bulgarije | Sportpark Heerenschurli, Zürich, Zwitserland Toeschouwers: 878 Plaatscheidsrechter: C. Posny |
| 25 juli 2013 18:30 | Boxscore    |       |           | Sportpark Heerenschurli, Zürich, Zwitserland Toeschouwers: 878 Plaatscheidsrechter: C. Posny |

| 26 juli 2013 10:30 | Oekraïne | 10 – 7 | Polen | Sportpark Heerenschurli, Zürich, Zwitserland Toeschouwers: 78 Plaatscheidsrechter: J. Beier |
| 26 juli 2013 10:30 | Boxscore |        |       | Sportpark Heerenschurli, Zürich, Zwitserland Toeschouwers: 78 Plaatscheidsrechter: J. Beier |

| 26 juli 2013 14:30 | Bulgarije | 4 – 6 | Groot-Brittannië | Sportpark Heerenschurli, Zürich, Zwitserland Toeschouwers: 260 Plaatscheidsrechter: V. Pizziconi |
| 26 juli 2013 14:30 | Boxscore  |       |                  | Sportpark Heerenschurli, Zürich, Zwitserland Toeschouwers: 260 Plaatscheidsrechter: V. Pizziconi |

| 26 juli 2013 18:30 | Slovenië | 1 – 11 | Zwitserland | Sportpark Heerenschurli, Zürich, Zwitserland Toeschouwers: 867 Plaatscheidsrechter: P. Brink |
| 26 juli 2013 18:30 | Boxscore |        |             | Sportpark Heerenschurli, Zürich, Zwitserland Toeschouwers: 867 Plaatscheidsrechter: P. Brink |

#### Finale
| 27 juli 2013 13:00 | Groot-Brittannië | 2 – 0 | Oekraïne | Sportpark Heerenschurli, Zürich, Zwitserland Toeschouwers: 720 Plaatscheidsrechter: C. Posny |
| 27 juli 2013 13:00 | Boxscore         |       |          | Sportpark Heerenschurli, Zürich, Zwitserland Toeschouwers: 720 Plaatscheidsrechter: C. Posny |

## Deelname
Aan het kampioenschap nemen dezelfde twaalf deelnemers als in 2012 deel. De top 10 van het vorige EK (A-landen) waren automatisch gekwalificeerd. De overige twee deelnemers, Groot-Brittannië en Rusland (respectievelijk 11e en 12e in 2012), plaatsten zich via kwalificatie.
| Land             | Kwalificatie                              | AD | ED   | LD   | AOD | Titels | Beste prestatie   |
| ---------------- | ----------------------------------------- | -- | ---- | ---- | --- | ------ | ----------------- |
| Tsjechië         | 05e plaats EK 2012 / Gastland             | 09 | 1997 | 2012 | 09  | 0      | Vijfde plaats     |
| Duitsland        | 04e plaats EK 2012 / Gastland             | 24 | 1954 | 2012 | 11  | 0      | Tweede plaats     |
| België           | 09e plaats EK 2012                        | 27 | 1954 | 2012 | 03  | 01     | Europees kampioen |
| Frankrijk        | 08e plaats EK 2012                        | 23 | 1955 | 2012 | 14  | 0      | Derde plaats      |
| Griekenland      | 07e plaats EK 2012                        | 05 | 2003 | 2012 | 03  | 0      | Tweede plaats     |
| Italië           | 01e plaats EK 2012                        | 32 | 1954 | 2012 | 23  | 10     | Europees kampioen |
| Kroatië          | 10e plaats EK 2012                        | 08 | 1999 | 2012 | 08  | 0      | Achtste plaats    |
| Nederland        | 02e plaats EK 2012                        | 30 | 1956 | 2012 | 23  | 20     | Europees kampioen |
| Spanje           | 03e plaats EK 2012                        | 31 | 1954 | 2012 | 16  | 01     | Europees kampioen |
| Zweden           | 06e plaats EK 2012                        | 28 | 1960 | 2012 | 28  | 0      | Derde plaats      |
| Groot-Brittannië | Winnaar kwalificatietoernooi groep Zürich | 13 | 1967 | 2012 | 09  | 0      | Tweede plaats     |
| Rusland          | Winnaar kwalificatietoernooi groep Wenen  | 11 | 1991 | 2012 | 02  | 0      | Tweede plaats     |

## Speelsteden

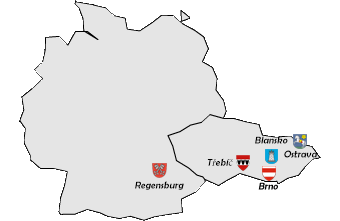
Locaties speelsteden eindronde

| Regensburg         | Ostrava         | Brno            | Třebíč               | Blansko          |
| ------------------ | --------------- | --------------- | -------------------- | ---------------- |
| Armin-Wolf-Arena   | Arrows Ostrava  | Draci Brno      | Třebíč Nuclears      | Strawberry field |
| Capaciteit: 10.000 | Capaciteit: 380 | Capaciteit: 500 | Capaciteit: Onbekend | Capaciteit: 480  |
|                    |                 |                 |                      |                  |

## Ronde 1

### Poule A
| Teams            | Gewonnen | Verloren | Pct.  | GB | Runs voor | Runs tegen |
| ---------------- | -------- | -------- | ----- | -- | --------- | ---------- |
| Italië           | 5        | 0        | 1.000 | –  | 54        | 14         |
| Frankrijk        | 4        | 1        | .800  | 1  | 27        | 26         |
| Duitsland        | 3        | 2        | .500  | 2  | 30        | 17         |
| België           | 2        | 3        | .400  | 3  | 29        | 22         |
| Groot-Brittannië | 1        | 4        | .200  | 4  | 13        | 37         |
| Zweden           | 0        | 5        | .000  | 5  | 5         | 38         |

Bron: www.baseballstats.eu

### Poule B
| Teams       | Gewonnen | Verloren | Pct.  | GB | Runs voor | Runs tegen |
| ----------- | -------- | -------- | ----- | -- | --------- | ---------- |
| Nederland   | 5        | 0        | 1.000 | –  | 68        | 10         |
| Spanje      | 4        | 1        | .800  | 1  | 61        | 26         |
| Tsjechië    | 3        | 2        | .600  | 2  | 37        | 20         |
| Rusland     | 1        | 4        | .200  | 4  | 18        | 40         |
| Kroatië     | 1        | 4        | .200  | 4  | 16        | 63         |
| Griekenland | 1        | 4        | .200  | 4  | 16        | 57         |

Bron: www.baseballstats.eu

## Ronde 2

### Poule C
In poule C strijden de 6 beste teams uit de eerste ronde om 2 plekken in de finale. De overige teams zullen eindigen als de nummers 3 t/m 6. De twee resultaten tegen de ploegen waar reeds in de eerste ronde tegen gespeeld is bleven staan.
| Teams     | Gewonnen | Verloren | Pct.  | GB | Runs voor | Runs tegen |
| --------- | -------- | -------- | ----- | -- | --------- | ---------- |
| Nederland | 5        | 0        | 1.000 | -  | 55        | 16         |
| Italië    | 4        | 1        | .800  | 1  | 32        | 13         |
| Spanje    | 3        | 2        | .600  | 2  | 34        | 35         |
| Tsjechië  | 1        | 4        | .200  | 4  | 19        | 33         |
| Duitsland | 1        | 4        | .200  | 4  | 12        | 22         |
| Frankrijk | 1        | 4        | .200  | 4  | 18        | 52         |

Bron: www.baseballstats.eu

### Poule D
In poule D strijden de teams om de plekken 9 t/m 12. Het resultaat tegen de ploeg waar reeds in de eerste ronde tegen gespeeld is bleef staan.
| Teams            | Gewonnen | Verloren | Pct.  | GB | Runs voor | Runs tegen |
| ---------------- | -------- | -------- | ----- | -- | --------- | ---------- |
| Groot-Brittannië | 3        | 0        | 1.000 | –  | 27        | 9          |
| Griekenland      | 1        | 2        | .333  | 2  | 18        | 22         |
| Zweden           | 1        | 2        | .333  | 2  | 13        | 18         |
| Kroatië          | 1        | 2        | .333  | 2  | 21        | 31         |

Source: www.baseballstats.eu

### Wedstrijd om 7e plaats
| 18 september 2014 19:00 | België | 12 – 2 | Rusland | Strawberry Field, Blansko Toeschouwers: 162 Plaatscheidsrechter: J. Moreno Saura |
| 18 september 2014 19:00 |        |        |         | Strawberry Field, Blansko Toeschouwers: 162 Plaatscheidsrechter: J. Moreno Saura |

## Finale
De finale werd gespeeld op zondag 21 september tussen de nummers 1 en 2 van poule C.
| 18 september 2014 | Nederland | 6 – 3 | Italië | -, Brno Plaatscheidsrechter: |
| 18 september 2014 |           |       |        | -, Brno Plaatscheidsrechter: |

## Eindstanden
| Goud                                 | Nederland        | 9 | 0 |
| Verloren in Finale                   |                  |   |   |
| Zilver                               | Italië           | 7 | 2 |
| Uitgeschakeld in Poule C             |                  |   |   |
| Brons                                | Spanje           | 6 | 2 |
| 4                                    | Tsjechië         | 4 | 4 |
| 5                                    | Duitsland        | 4 | 4 |
| 6                                    | Frankrijk        | 4 | 4 |
| Speelden wedstrijd om 7e/8e plaats   |                  |   |   |
| 7                                    | België           | 3 | 3 |
| 8                                    | Rusland          | 1 | 5 |
| Uitgeschakeld in groepsfase, Poule D |                  |   |   |
| 9                                    | Groot-Brittannië | 3 | 4 |
| 10                                   | Griekenland      | 1 | 6 |
| 11                                   | Zweden           | 1 | 6 |
| 12                                   | Kroatië          | 2 | 5 |

1954 ·
1955 ·
1956 ·
1957 ·
1958 ·
1960 ·
1962 ·
1964 ·
1965 ·
1967 ·
1969 · 
1971 · 
1973 ·
1975 ·
1977 ·
1979 ·
1981 ·
1983 ·
1985 ·
1987 ·
1989 ·
1991 ·
1993 ·
1995 ·
1997 ·
1999 ·
2001 ·
2003 ·
2005 ·
2007 ·
2010 ·
2012 ·
2014 ·
2016 ·
2019 ·
2021 ·
2023 ·
2025